# Моніка Де Дженнаро
Моніка Де Дженнаро (італ. Monica De Gennaro; 8 січня 1987) — італійська волейболістка, ліберо. Олімпійська чемпіонка і призерка світових першостей. Переможниця Ліги чемпіонів Європрейської конфедерації волейболу і клубного чемпіонату світу.

## Із біографії
Кольори національної збірної Італії захищає з 2006 року. У її складі виступала на Олімпійських іграх (2012, 2016, 2020, 2024), чемпіонатах світу (2014, 2018, 2022), Кубку світу (2011), Всесвітніх гран-прі (2012, 2013, 2014, 2015, 2016, 2017), розіграшах Ліги націй (2018, 2019, 2022) чемпіонатах Європи (2013, 2015, 2017, 2019, 2021) і Середземноморських іграх (2013)
У 2017 році одружилася з волейбольним тренером Даніеле Сантареллі.

## Клуби
| Роки      | Команди               |
| --------- | --------------------- |
| 2002–2009 | «Віченца»             |
| 2009–2010 | «Апрілья»             |
| 2010–2013 | «Робурспорт» (Пезаро) |
| 2013–     | «Імоко» (Конельяно)   |

## Досягнення
У збірній
Олімпійські ігри
- Перше місце (1): 2024

Чемпіонат світу
- Друге місце (1): 2018
- Третє місце (1): 2022

Кубок світу
- Перше місце (1): 2011

Ліга націй
- Перше місце (1): 2022

Всесвітнє гран-прі
- Друге місце (1): 2017
- Третє місце (1): 2006

Чемпіонат Європи
- Перше місце (1): 2021
- Третє місце (1): 2019

У клубах
Ліга чемпіонів ЄКВ
- Перше місце (3): 2021, 2024, 2025
- Друге місце (3): 2017, 2019, 2022

Клубний чемпіонат світу
- Перше місце (2): 2019, 2022

Чемпіонат Італії
- Перше місце (8): 2016, 2018, 2019, 2021, 2022, 2023, 2024, 2025

Кубок Італії
- Перше місце (7): 2017, 2020, 2021, 2022, 2023, 2024, 2025

Суперкубок Італії
- Перше місце (9): 2010, 2016, 2018, 2019, 2020, 2021, 2022, 2023, 2024

Особисті нагороди
- Найкраща ліберо чемпіонату світу (2): 2014, 2018
- Найкраща ліберо Всесвітнього гран-прі (1): 2017
- Найкраща ліберо Ліги чемпіонів ЄКВ (2): 2017, 2021
- Найкраща ліберо клубного чемпіонату світу (2): 2021, 2022
- Найкраща ліберо чемпіонату Європи (1): 2021
- Найкраща ліберо Ліги націй (1): 2022

## Статистика
Статистика на літніх Олімпійських іграх:
| Рік    | Турнір           | Ігри | Сети | Очки | Ср. | Місце | Примітки |
| ------ | ---------------- | ---- | ---- | ---- | --- | ----- | -------- |
| 2012   | Олімпійські ігри | 4    | 5    | 0    | 0   | 6     |          |
| 2016   | Олімпійські ігри | 5    | 16   | 0    | 0   | 9     |          |
| 2021   | Олімпійські ігри | 6    | 21   | 0    | 0   | 6     |          |
| 2024   | Олімпійські ігри | 6    | 19   | 0    | 0   | 1     |          |
| Всього | Всього           | 21   | 61   | 0    | 0   |       |          |